# Move Ya Body
Cet article concerne la chanson des Nina Sky. Pour la chanson du groupe Eiffel 65, voir Move Your Body.
Singles de Nina Sky
Oye Mi Canto
(2004)
Move Ya Body est une chanson interprétée par le duo américain Nina Sky en collaboration avec le rappeur Jabba. Le morceau est le premier single des jumelles, extrait de l'album éponyme, Nina Sky. Il est sorti en CD single le 12 avril 2004. Ce titre est souvent considéré comme un succès sans lendemain du groupe.
Le single s'est classé à la 4e position dans le Billboard Hot 100 pour arriver à la 22e en fin d'année. Il est également parvenu à la 6e dans le UK Singles Chart. Il a été certifié disque d'or par la RIAA au début de 2005.
On peut entendre la chanson dans le film Zero Dark Thirty comme musique dans une boîte de nuit au Koweït mais également dans Seul contre tous.

## Vidéo musicale
La vidéo musicale a été tournée en août 2003. Elle n'a cependant jamais été publiée sur la chaîne officielle de Nina Sky et est devenue indisponible quelques années plus tard. La vidéo a une durée de 34 secondes inférieure à celle de la chanson. Elle comprend des apparitions de Jabba, Cipha Sounds et Angie Martinez. La vidéo entière se déroule dans une boîte de nuit et met en scène les jumelles, chantant et dansant principalement sur la chanson.

## Liste des pistes
| 1. | Move Ya Body | 3:30 |
| 2. | In A Dream   | 3:25 |

| 1. | Move Ya Body (Radio Edit)              | 3:54 |
| 2. | Move Ya Body (Jiggy Joint Radio Remix) | 4:29 |
| 3. | In A Dream (Radio Edit)                | 3:32 |

## Classement
| Classement (2004)                       | Meilleure position |
| --------------------------------------- | ------------------ |
| Allemagne (Media Control AG)            | 7                  |
| Australie (ARIA)                        | 25                 |
| Autriche (Ö3 Austria Top 40)            | 20                 |
| Belgique (Flandre Ultratop 50 Singles)  | 11                 |
| Belgique (Wallonie Ultratop 50 Singles) | 5                  |
| Danemark (Tracklisten)                  | 7                  |
| États-Unis (Hot 100)                    | 4                  |
| États-Unis (R&B/Hip-Hop Songs)          | 14                 |
| États-Unis (Pop Airplay)                | 5                  |
| France (SNEP)                           | 21                 |
| Irlande (IRMA)                          | 22                 |
| Italie (FIMI)                           | 16                 |
| Nouvelle-Zélande (RMNZ)                 | 6                  |
| Norvège (VG-lista)                      | 15                 |
| Pays-Bas (Nederlandse Top 40)           | 5                  |
| Royaume-Uni (UK Singles Chart)          | 6                  |
| Suède (Sverigetopplistan)               | 31                 |
| Suisse (Schweizer Hitparade)            | 2                  |